# Pasaporte al Cosmos
Pasaporte al Cosmos. Transformación humana y encuentros extraterrestres (en el original en inglés Passport to the Cosmos: Human Transformation and Alien Encounters) es un ensayo sobre ufología escrito en 1999 por el psiquiatra, escritor, profesor, premio Pulitzer e investigador sobre abducción estadounidense John E. Mack. Es la segunda y última de sus obras sobre dichas experiencias, junto a Abducción.

## Sinopsis
Durante más de diez años, John E. Mack exploró profundamente experiencias de encuentros extraterrestres, revelando un mundo de significado y poder que puede revolucionar nuestra comprensión de quiénes somos y nuestro lugar en el cosmos.
Este no es, principalmente, un libro sobre extraterrestres o abducciones. Pero el Dr. Mack afirma que estas experiencias nos revelan un universo que, lejos de ser simplemente un lugar vacío de materia muerta y energía hirviente, está lleno de inteligencia y vida, aunque esto no siempre tome la forma densamente encarnada con la que estamos más familiarizados.
Este libro nos lleva al borde de la realidad material y más allá, rompiendo el límite que ha separado la materia y el espíritu y las formas científicas o espirituales de conocimiento.
El Dr. Mack nos pide que vayamos más allá del debate, en gran medida inútil, sobre si los ovnis o las abducciones son reales en un sentido puramente material. Nos muestra la forma limitada que hemos utilizado con nosotros mismos para aprender sobre el cosmos, y desafía las limitaciones de la ciencia tradicional como una forma de aprender sobre el mundo multidimensional en el que residimos.
Ideas sobre la relación entre la energía espiritual y física; el papel del trauma en la transformación; información sobre la crisis ecológica que enfrenta el planeta y la urgencia de que hagamos algo al respecto; la posibilidad de que los seres humanos participen en la creación de algún tipo de raza híbrida interdimensional; la expansión de la consciencia humana y nuestro despertar espiritual; y la aparente evolución de las relaciones extraordinarias que algunos seres humanos pueden estar desarrollando más allá del plano de la tierra: estos son los asuntos que incluye este libro.
El Dr. Mack demuestra que las investigaciones de un médico experto que explora la consciencia humana a través de conversaciones profundas, pueden revelarnos un cosmos multidimensional, aparentemente inteligente, cuya naturaleza es fundamentalmente consistente con los descubrimientos de científicos destacados que han estado adquiriendo conocimiento principalmente a través de la exploración del mundo físico.